# 에어 (비디오 게임)
《에어》(Air)는 일본의 소프트웨어 회사 Key에서 제작한 일본의 미소녀 게임이다. 2000년에 PC용 성인 게임으로 만들어졌고, 여기서 성적인 요소만 빠진 전 연령판이 PC, 드림캐스트판, 플레이스테이션 2판으로 출시되었다. 극장판 애니메이션, TV판 애니메이션, 만화책으로도 나왔으며 모두 전 연령을 대상으로 하고 있다.

## 줄거리
떠돌이 인형사인 주인공은 어느 여름날 바닷가 마을에 들러 우연히 한 소녀를 만나게 된다. 특별히 갈 데가 없는 주인공은 소녀의 집에 식객으로 머무르며 마을 아이들을 상대로 인형극을 보여준다. 이러면서 만나게 된 소녀들에 얽힌 이야기인 드림(DREAM) 편, 과거 1000년 전의 이야기인 서머(SUMMER) 편, 다시 현재로 돌아와서 전개되는 이야기인 에어(AIR)편 3부로 구성되어 있다.

## 등장인물
PC판은 소리가 수록되어 있지 않기 때문에, 성우는 PC판 이외의 캐스팅을 기재하고 있다. 일본 성우와 한국어 더빙 성우 순으로 기재하였으며 한국어 더빙 성우는 애니메이션에만 해당한다.

### DREAM편 / AIR편
쿠니사키 유키토(일본어: 国崎 往人)
성우 : 미도리카와 히카루(게임/영화/드라마CD)/오노 다이스케(TV 애니메) / 김기철
작품의 주인공. 어릴 적 어머니로부터 들은 '이 하늘 어디엔가 있는 날개가 난 소녀'를 찾는다는 막연한 사명을 받고 홀로 여행을 계속하고 있다. 물론 필사적으로 찾는 건 아니고, 머리 한 구석에 담아두고 있는 정도로. 어머니로부터 받은 인형을 절대 자신의 몸에서 떼어 놓지 않고 가지고 다닌다. 쭉 홀로 여행한 탓인지, 사람사귀는게 서툴다. 미스즈에게 눈매가 무섭다고 지적되는 무뚝뚝한 태도와 말투지만, 사실은 자상하고 다정한 청년. 신장 공식 설정은 공표되어 있지 않지만, 꽤 큰 편이다. 어릴 적부터 여행을 했기 때문에, 드물게 일반 상식이 부족한 부분을 내비칠 때도 있지만, 사고는 비교적 상식적인 편.
좋아하는 것은 라면 세트지만, 떠돌이 여행자인 만큼 음식에 대해선 민감한 반응을 보인다. 공복이 최대의 적으로 볼링의 공만한 주먹밥조차 다 먹을 정도. 밥먹기 전 외에는 항상 공복이라고 해도 과언이 아니다.
카미오 미스즈(일본어: 神尾 観鈴)
성우 : 카와카미 토모코 / 은영선
작품의 메인 히로인으로, 유키토가 바닷가마을에서 만난 소녀. 어머니 하루코와 단 둘이서 생활하며, 일 때문에 바쁜 어머니를 대신해서 가사를 처리하고 있다. 조금 맹한 구석이 있지만 밝고 명랑하며 요즘세상에 보기드물만큼 사람도 잘 따르지만, 친구가 별로 없어 평소에는 혼자있는 것이 많다. 학교성적은 별로 좋지 않고 지각도 많아 보습의 대상이다. 어릴 적부터 공룡을 무척 좋아해 공룡 봉제인형이나 상품들을 수집하며, 왠지 곤란한 상황이면 '가오…'라고 공룡을 흉내내는 말버릇이 있지만, 하루코한테 이 말버릇을 금지당하고 있다. 또 유키토가 심술궂은 말을 하거나 행동을 보이면 '어째서 그러는 걸까?'라고 독특한 억양으로 투덜대는 것도 말버릇. 좋아하는 음식은 타케다 상점 매장에 설치된 수수께끼의 자동판매기에 팔리고 있는 '부드럽고 진한(도로리노코) 복숭아맛 쥬스'.
키리시마 카노(일본어: 霧島 佳乃)
성우 : 오카모토 아사미 / 정혜옥
유키토가 바닷가 마을에서 만난 또 다른 소녀. 어릴 적에 부모님을 여의고 마을 진료소 의사인 언니 히지리와 둘이서 생활 하고 있다. 친구들도 많은 보통의 명랑한 소녀로 같은반 애들로부터 '카노링'이라고 불린다. 학교에선 사육 위원을 맡고있다. 항상 오른 손에 노란 스카프를 감고 있는데 나중에 마법을 쓰기 위해서라거나 애견 포테토와 포테이토어(피코∼)로 대화하는 등 다소 엉뚱한 면이 있다.
토오노 미나기(일본어: 遠野 美凪)
성우 : 유즈키 료카 / 이현진
미스즈의 같은 반 친구로 최상위 성적을 자랑하는 우등생 소녀. 매우 말수가 적고 조용하며 감정을 겉으로 별로 드러 내지 않는데다 어딘가 괴이하고 느릿느릿한 말투때문에 이상한 오해를 받기도 하지만 실은 넘치는 모성애를 가진 온화하고 상냥한 여자아이다. 요리와 재봉에 상당한 재주가 있으며 취미는 천체 관측과 독서와 미치루와 시간 보내는 것. 평소에도 미치루와 함께 있는 경우가 많다. 학교에선 천문부의 부장을 맡고 있다. 쌀을 아주 좋아하고, '증정'이라고 적은 봉투에 넣은 '쌀 교환권'을 대량으로 준비해서, 기회가 되면 유키토들에게 주고 있다.
카미오 하루코(일본어: 神尾 晴子)
성우 : 히사카와 아야 / 한신정
미스즈의 어머니(사실은 친어어니가 아니고 이모)로 느긋하고 한가한 미스즈와는 달리 활동적이고 큰 목소리로 칸사이 사투리를 쓰는 호쾌한 성격의 소유자. 자주 술먹고 오토바이를 운전해, 집에 돌아올 때마다 차고에 돌진해서 정차한다.
미스즈를 걱정하고 있긴하지만, 일정한 거리를 두며 생활하고 있다.
키리시마 히지리(일본어: 霧島 聖)
성우 : 토우마 유미 / 전숙경
카노의 언니. 키리시마 진료소를 운영하고 있다. 유일한 가족인 카노를 매우 소중히 여기며, 평소에는 냉정하고 침착하지만, 동생에게 피해를 주면 무섭게 변하기도. 외과의사는 아니지만 항상 메스를 몰래 가지고 있어 긴급시의 무기, 혹은 부엌칼의 대용품으로서 구사하기도 한다.
미치루(みちる)
성우 : 타무라 유카리 / 정소영
미나기의 친구. 말버릇은 '와푸', '뇨와' 등. 또 주인공을 풀네임으로 부른다.
미나기를 무척 좋아하며, 항상 곁에 있으려 한다. 한편, 유키토에 대해서는 첫 만남부터 싸우려는 기세로, 만나기만 하면 명치를 찬다거나 유키토를 꼼짝못하게 몰아넣는 괴팍한 면이 있다.
포테토(ポテト)
성우 : 콘노 히로미 / 홍희숙
카노와 사이가 좋은, 인간의 말을 이해하는 수수께끼의 털뭉치 생명체. 일단 개인것 같다. 말버릇(언어)은 '피코'. 툭툭 때려보고 차봐고 강에 흘려보내도 반드시 귀소하는 불사신(?)같은 강인한 생명력에 유키토들이 경악하는 장면이 많이 있다.
타치바나 케이스케(일본어: 橘 敬介)
성우 : 미키 신이치로(게임/영화/드라마CD) / 츠다 켄지로 / 류승곤
가끔씩 카미오 가를 방문하는 남성. 사실은 미스즈의 아버지로 미스즈를 하루코에게 맡기는 것이 불안해 미스즈를 데리러 오지만 미스즈가 하루코의 곁을 떠나려고 하지 않으려 한다.

### SUMMER편
칸나비노미코토(일본어: 神奈備命)
성우 : 니시무라 치나미 / 은영선
양쪽 어깨에 거대한 날개가 있는 익인의 후예. 1000년전의 정력5년에 사는 마지막 익인으로, 신불의 사자로서 숭배되면서 붙잡힌 몸이었다. 자신을 '여'라고 부르는 등, 문어적인 독특한 말투를 쓴다. 케이고라는 이름의 연금, 외경의 뒤에 숨겨진 주위의 악의와 공포심 등, 익인으로서 슬픈 운명으로 조용히 살아 왔지만, 류야와 우라하를 만나면서, 그 생각을 솔직하게 바꿔나간다.
류야(일본어: 柳也)
성우 : 칸나 노부토시 / 소년시절:사이토 치와 / 정재헌
칸나비노미코토를 경호하는 직무를 맡은 무사. 어릴때부터 기력만으로 버텨서 수라장을 빠져 나와서 실전에 도움이 되는 상당한 검 기술을 자랑한다. 사람들이 두려워하는 익인이자 자신의 주인인 칸나에 대해서도 두려워 하지 않고, 오히려 건방진 축이지만, 언제나 진지하게 대한다. 칸나가 다른 신사에 이송되는 음모를 눈치채고, 우라하와 함께 칸나를 데리고 신사로부터 탈출한다.
우라하(일본어: 裏葉)
성우 : 이노우에 키쿠코 / 이민하
칸나비노미코토를 시중드는 궁녀. 온화하지만 굉장히 똑똑한 인물로 검의 달인인 류야도 낌새를 채지않고도 배후를 잡게 도와준다.
주인에 대해 충실하면서도, 주군인 칸나를 장난감 다루듯한 면도 보인다.
야오비쿠니 (일본어: 八百比丘尼)
성우 한 케이코 / 정소영
칸나비노미코토의 어머니. 그 강대한 힘때문에 키슈의 영산에 봉인되어있다.

## TV 애니메이션
교토 애니메이션의 제작으로 2005년 1월 6일부터 3월 31일까지 케이블・위성방송 채널인 BS-i에서 방송되었으며, 총집편을 포함하여 13화로 완결되었다. 또한 같은 해 8월 28일부터 9월 4일까지의 기간 동안 추가로 여름 특별편이 방송되기도 하였다. 대한민국에서는 2006년 애니맥스를 통해 한국어 더빙 버전으로 방송되었다.

### 스태프
- 원작 - Key / Visual Art's
- 감독 - 이시하라 타츠야
- 시리즈 구성 - 시모 후미히코
- 캐릭터 원작 - 히노우에 이타루
- 캐릭터 디자인・총작화감독 - 아라타니 토모에
- 색채설계 - 타케다 아키요
- 음악 - 오리토 신지, 토고시 마고메, 마에다 쥰
- 음향감독 - 츠루오카 요우타
- 프로듀서 - 야마모토 요시히사, 나카무라 신이치, 카네나와 고즈에, 핫타 요코
- 애니메이션 제작 - 교토 애니메이션
- 제작 - 익인전승회(TBS、포니캐니언, MOVIC, 교토 애니메이션)

### 주제가
오프닝 테마 《새의 시(鳥の詩)》
작사 - 마에다 쥰(Key) / 작곡 - 오리토 신지 / 편곡 - 타카세 카즈야(I've) / 노래 - 리아
엔딩 테마 《Farewell song》
작사 - 마에다 쥰(Key) / 작곡・편곡 - 토고시 마고메 / 노래 - 리아

### 방영 리스트
| 화수        | 서브 타이틀                    | 각본          | 콘티                              | 연출                | 작화감독        |
| ----------- | ------------------------------ | ------------- | --------------------------------- | ------------------- | --------------- |
| 제1화       | 바람(かぜ) ―breeze―            | 시모 후미히코 | 이시하라 타츠야                   | 이시하라 타츠야     | 요네다 미츠요시 |
| 제2화       | 마을(まち) ―town―              | 시모 후미히코 | 야마모토 유타카                   | 야마모토 유타카     | 이케다 카즈미   |
| 제3화       | 목소리(こえ) ―whisper―         | 시모 후미히코 | 타케모토 야스히로                 | 타케모토 야스히로   | 이케다 쇼코     |
| 제4화       | 깃털(はね) ―plume―             | 시모 후미히코 | 키타노하라 노리유키               | 키타노하라 노리유키 | 요네다 미츠요시 |
| 제5화       | 날개(つばさ) ―wing―            | 시모 후미히코 | 야마모토 유타카                   | 야마모토 유타카     | 이케다 카즈미   |
| 제6화       | 별(ほし) ―star―                | 시모 후미히코 | 타케모토 야스히로 이시하라 타츠야 | 이시하라 타츠야     | 이케다 쇼코     |
| 제7화       | 꿈(ゆめ) ―dream―               | 시모 후미히코 | 키타노하라 노리유키               | 키타노하라 노리유키 | 요네다 미츠요시 |
| 제8화       | 여름(なつ) ―summer―            | 시모 후미히코 | 야마모토 유타카                   | 야마모토 유타카     | 이케다 카즈미   |
| 제9화       | 달(つき) ―moon―                | 시모 후미히코 | 이시하라 타츠야                   | 아라타니 토모에     | 이케다 쇼코     |
| 제10화      | 빛(ひかり) ―light―             | 시모 후미히코 | 키타노하라 노리유키               | 키타노하라 노리유키 | 요네다 미츠요시 |
| 제11화      | 바다(うみ) ―sea―               | 시모 후미히코 | 키가미 요시지                     | 키가미 요시지       | 카도와키 사토이 |
| 최종화      | 하늘(そら) ―air―               | 시모 후미히코 | 이시하라 타츠야                   | 이시하라 타츠야     | 아라타니 토모에 |
| 총집편      | -                              | 시모 후미히코 | 이시하라 타츠야                   | 이시하라 타츠야     | -               |
| 특별편 전편 | 산길(やまみち) ―mountain path― | 시모 후미히코 | 이시하라 타츠야                   | 이시하라 타츠야     | 아라타니 토모에 |
| 특별편 후편 | 세상(あめつち) ―universe―      | 시모 후미히코 | 이시하라 타츠야                   | 이시하라 타츠야     | 아라타니 토모에 |